# 天主教里奥格兰德教区
天主教里奧格蘭德教區（拉丁語：Dioecesis Rivograndensis），是巴西一個天主教教區，位於東南部南大河州東南部。屬佩洛塔斯總教區。
教區成立於1971年5月27日。2004年有教友172,778人，佔總人口65.2%。有十五個堂區、司鐸廿七人。現任教區主教為若瑟·馬里奧·施特勒爾。